# Чумиза
Чумиза або італійське просо (Setária itálica subsp. italica L.) — зернова культура, одна з найстаріших хлібних культур Східної Азії. Культурний підвид мишія італійського (Setaria italica) з родини тонконогових (Poaceae).

## Назва
У Китаї чумизу називають «гуцзой», а крупу чумизи «сяоміцзой». Назва культури «чумиза» походить від зміненого китайського «сяоміцза». В Індії чумизу називають «кунгу», в Японії — «ава», у Грузії — «гомі», у Вірменії — «мчаді», у Молдові та Україні — «бор» чи головчасте просо, у Казахстані «кунак», в Англії — «Turkestan millet» (туркестанське просо), «Italian millet» (італійське просо).

## Біологія
Стебло прямостояче, міцне, 60—120 см заввишки. На стеблах 10—13 листків. Листя завдовжки 25—24 см і 2—3 см завширшки.
Суцвіття — щільна колосоподібна волоть до 50 см завдовжки. Мітличка лопастна до 30 см довжини, щетинки слабо виражені.
Плід — дрібна зернівка. Одна мітличка в середньому містить 7500 зерен цегляно-червоного кольору, округло-еліпсоподібної форми, низької плівчастості (9—10 %). Вага 1000 зерен 2,8 г. Насіння добре проростає при температурі повітря вище +6…+10 °С, не проростає при температурі нижче +5 °С.
Чумиза є рослиною короткого дня, відносно середньостепова, теплолюбива. Проте більш стійка до весняних приморозків ніж просо, сходи витримують короткочасні заморозки до −2…−4 °С. Саме тому чумиза висівається з просом і кукурудзою в пізніші строки. Чумиза добре протистоїть повітряній та ґрунтовій посусі, добре переносить високі температури повітря та тимчасову недостачу вологи в ґрунті, так як володіє властивістю витягувати вологу з більш глибоких шарів, економно витрачати її в різні періоди свого розвитку. У період кущіння і викиду мітлички чумиза добре відзивається на додаткове зволоження, у період проростання насіння задовольняється дуже обмеженою кількістю вологи.
Надмірне зволоження ґрунту в післяпосівний період може спричинити загибель проростків чи зарідження сходів з наступним пригніченням їх унаслідок поганого розвитку кореневої системи від недостачі в ґрунті повітря й тепла. Найкращими ґрунтами будуть чорноземи, супіщані, суглинисті ґрунти. Солонцюваті і засолені ґрунти для чумизи не придатні.
Вегетаційний період в середньому становить 115 днів. Від викиду мітлички до дозрівання проходить період 35—40 днів. За добрих умов коефіцієнт кущення — від 1 до 12.
Врожайність у виробничих умовах: зелена маса — 350—400 цнт/га, сіно — 85—90 цнт/га, зерно — 85—90 цнт/га.
Чумиза відрізняється засухостійкістю, стійкістю до осипання, мало піддатлива захворюванням, чим вигідно відрізняється від багатьох інших культур, практично не вражається головнею та просяним комариком.

## Історія
У країні традиційного вирощування, в Китаї, продукти з цієї культури вважають високопоживними, такими, що позитивно впливають на організм людини. Чумиза є однією з основних продовольчих культур Китаю. Із зерна чумизи виготовляєть різноманітні продукти харчування. З крупи чумизи варять різні каші, з борошна випікають пампушки, млинці, особливі китайські макарони. Також зерно чумизи використовують як вихідну сировину при виготовленні спирту, пива та інших продуктів. Чумиза слугує високопоживним кормом для тваринництва Китаю, у хід йдуть практично всі частини рослини від корінців до мітлички з зерном.
Широке поширення в Росії чумиза отримала після російсько-японської війни 1904—1905 років, коли російські військові завезли насіння цієї культури з Маньчжурії. Використання чумизи для потреб харчування російськими військами дало можливість оцінити економічні переваги культури. Відсутність акліматизованих сортів чумизи, незнання особливостей біології й агротехніки затребували проведення досліджень з переселення цієї рослини в європейську частину Росії. Широкому поширенню чумизи в Росії сприяв селекціонер з Коломни М. В. Цуканов, який вивів новий високоврожайний сорт — Коломенський.
В Україні в післявоєнні роки було виділено в селекціонування кілька сортів чумизи — Дніпропетровська, Херсонська, Українська тощо. Через те, що за врожайністю вони майже не відрізнялися від проса, чумиза, як продовольча культура, була виведена з реєстру рослин та виключена з ГОСТів. Проте народна селекція за 48 років дала цінні результати. У результаті багаторічних селекційних експериментів виведений авторський сорт Дніпровська, що успадкував від російського сорту Коломенська високу врожайність. Це єдиний в Україні сорт чумизи, що пройшов сортовипробування і занесений 2001 року до Реєстру сортів рослин України, рекомендований для вирощування і характеризується високою врожайністю й унікальним змістом біологічно активних речовин.

## Поживна цінність

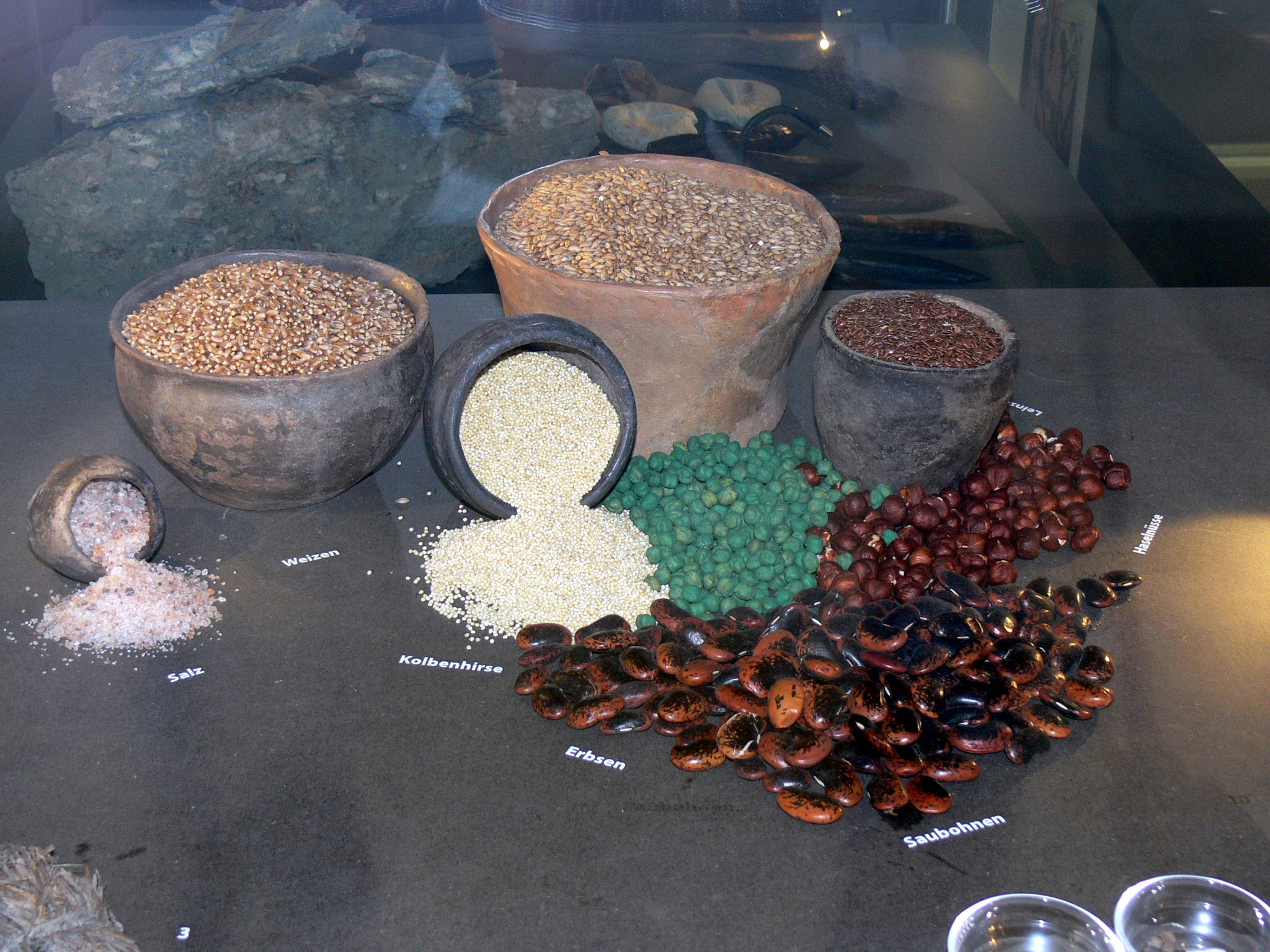
Крупа чумизи (біла), експозиція історичного музею

Чумиза відрізняється високим вмістом вуглеводів (крохмалю до 70 %), білків, незамінних амінокислот (лізину). Чумиза є гарним доповненням корму для птиці, концентрованого і зеленого корму для продуктивних тварин. Чумизу можна розглядати і як продовольчу круп'яну культуру.
Хімічний склад зеленої маси (до абсолютно сухої речовини): сирий протеїн — 19,5 %, цукор — 8 %, клітковина — 20 %. У 100 кг зеленого корму міститься 66 кормових одиниць, 39,7 крохмалевих еквівалентів. Зелена маса має гарну листяність (72 %).
Хімічний склад сіна: вода — 15 %, зола — 9,6 %, органічні речовини — 75,5 % (8—9 % білків і 2 % жиру). Сіно чумизи містить, у перерахунку на суху речовину — 14—16 % сирого протеїну, що значно перевищує вміст в сіні багаторічних злакових трав (7–12 %), проса, вівса; цукор — 8 %; клітковина — 20 %.
Хімічний склад зерна: вода — 14 %, протеїни — 7 %, жири — 5,2 %, клітковина — 7 %, зола — 2 %, безазотисті екстрактивні речовини 57,9 %. Крупа чумизи є продуктом з високим вмістом вітамінів.
Хімічний склад крупи: жири — 5,4 %, білки — 14,4 %, вуглеводи — 69,6 %. Енергетична цінність — 369 ккал. Крупа чумизи має дієтичні, лікувально-профілактичні властивості та зумовлює позитивний вплив на організм людини, є природним сорбентом який добре поглинає радіонукліди цезію та стронцію.

## Агротехнологія вирощування

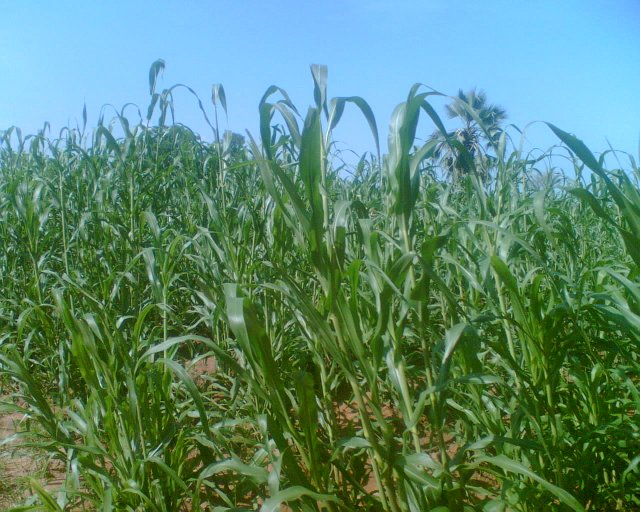
Посіви чумизи

### Економічна ефективність вирощування
Вирощування чумизи, у порівнянні з найближчою зерно-круп'яною культурою, просом, економічно вигідніше для сільгоспвиробників степового регіону (затрати на вирощування практично однакові, а віддача з гектара більша майже на порядок):
- насіннєвого матеріалу витрачається в 5 разів менше: проса на 1 га приблизно 20—25 кг; чумизи на 1 га приблизно 3,6—5 кг;
- врожайність чумизи вища за врожайність проса в середньому в 3 рази: просо — 1,4 т/га; чумизи — від 4 т/га[2].

Стимулюючим фактором для виробництва чумизи є висока технологічність зерна і культури в цілому. Культура, маючи унікальний серед зернових коефіцієнт розмноження, дозволяє значно збільшити віддачу з гектару.

### Попередники і сівозміни
| Культура          | Степ | Лісостеп | Полісся |
| ----------------- | ---- | -------- | ------- |
| Озима пшениця     | 2-3  | 2-3      | 2-3     |
| Озиме жито        | 1-2  | 1-2      | 1-2     |
| Озимий ячмінь     | 1-2  | 1-2      | 1-2     |
| Овес              | 1-2  | 1-2      | 1-2     |
| Гречка            | 1-2  | 1-2      | 1-2     |
| Просо             | 3-4  | 3-4      | 3-4     |
| Зернобобові       | 3-4  | 3-4      | 3-4     |
| Ріпак             | 3-4  | 3-4      | 3-4     |
| Цукрові буряки    | 3-4  | 3-4      | 3-4     |
| Картопля          | 1-2  | 1-2      | 1-2     |
| Соняшник          | 8-9  | 7-9      | -       |
| Еспарцет          | 2-3  | 2-3      | -       |
| Конюшина          | -    | 3-4      | 3-4     |
| Люцерна           | 3-4  | 3-4      | 3-4     |
| Багаторічні трави | 3-4  | 3-4      | 3-4     |
| Суданка           | 3    | 3        | 3       |
| Сорго             | 3-4  | 3-4      | 3-4     |
| Чорний пар        | 5-10 | 10       | -       |
| Кукурудза         | 0-5  | 0-5      | 0-5     |
| Чумиза            | 1-2  | 1-2      | 1-2     |

Найкращі попередники: пласт багаторічних трав та оборот пласта, просапні культури, коренеплоди, овочі. Хороші попередники: озимі культури, зернобобові. Неприпустимий попередник: соняшник, яровий овес і ячмінь. Сама чумиза є хорошим попередником для інших сільгоспкультур, так як вона порівняно мало висушує ґрунт. Широкорядні посіви, після зімкнення рядків, своїм потужним травостоєм самостійно заглушають бур'яни.
Розміщувати чумизу бажано на полях віддалених від населених пунктів, так як горобці та гризуни, розкуштував смакові якості чумизи, стануть причиною непередбачених втрат врожаю.

### Обробіток ґрунту
Обробіток ґрунту починають з лущення стерні, яке створює сприятливі умови для проростання бур'янів, які знищуються пізнішою зяблевою оранкою. Передпосівна обробка ґрунту складається з боронування ранньою весною для закриття вологи і дво- триразової культивації з боронуванням. Перша культивація проводиться на початку польових робіт культиватором на глибину 8—10 см; через 10—15 днів проводиться друга культивація на глибину посіву насіння. Точний час другої культивації визначається проростанням бур'янів. На засмічених ґрунтах проводять боронування важкими боронами між першою та передпосівною культивацією. Такою передпосівною обробкою добре очищається поле від бур'янів і створюється сприятливий водний і повітряний режим ґрунту. Важливо не допускати розриву в часі між останньою культивацією та посівом.

### Посів
Висів чумизи необхідно проводити в оптимальні строки в добре прогрітий ґрунт (+10…+12 °С). Насіння проростає за 4—5 днів. Висів проводять сівалками точного посіву або овочевими, трав'яними сівалками на глибину 3—5 см в залежності від типу ґрунту і його вологості. При недостачі ґрунтової вологи застосовують післяпосівне прикатування. Способи посіву:
- широкорядний (45—70 см) при нормі висіву 1,2—1,5 млн зерен кондиційного насіння на 1 га (3,4—4,3 кг/га) забезпечує найбільш високий врожай зерна;
- суцільний рядовий (15 см), норма висіву 2,5—3 млн зерен на 1 га (7—8,4 кг/га);
- на зелену масу й сіно норму посіву збільшують до 4 млн кондиційних зерен (11 кг/га)[2].

### Культивація
Посіви чумизи необхідно підтримувати в рихлому й чистому від бур'янів стані до повного затінення рослинами міжряддів. На широкорядних посівах, протягом вегетаційного періоду повинно бути зроблено не менше двох міжрядних культивацій й одне окучування, яке дає змогу, за рахунок розвитку придаткової кореневої системи з нижніх вузлів стебла, збільшити кількість продуктивних стебел, що помітно впливає на врожайність. Окучування проводять в фазі 6—7-го повноцінного листка.

### Добрива і гербіциди
Чумиза чутлива на внесення мінеральних добрив NPK під передпосівну культивацію з розрахунку 60 кг/га діючої речовини. Це забезпечує підвищення врожаю зерна й зеленої маси в 2,5 рази.
У фазі 6–7-го повноцінного листка можливий обробіток посівів гербіцидами (амінова сіль 2,4Д або аналогічні з розрахунку 0,7 кг/га діючої речовини).

### Збирання
При вирощуванні на зерно, збирати чумизу потрібно комбайном при досяганні повної зрілості, методом високого зрізу. Оберти барабану комбайна регулюють як на збирання проса. На зелену масу й сіно, чумизу скошують кормозбиральними машинами. Збирати на сіно бажано на початку викиду мітлички, а на зелений корм — на 10—15 днів раніше. Скошують чумизу на висоті не нижче 8—10 см, завдяки чому забезпечується добре відростання отави для збирання зеленої маси. Збір на силос проводять на початку дозрівання головних мітличок.